# О подружке Вара
«О подружке Вара» (лат. De Varri scorto) — условное название стихотворения римского поэта Гая Валерия Катулла, включённого в состав посмертного сборника («Книги Катулла Веронского») под номером 10. Здесь автор, вопреки своему обыкновению, ни к кому не обращается: он рассказывает о своём визите к другу Вару и его любовнице вскоре после возвращения из Вифинии, где находился в свите Гая Меммия. Последнего поэт бранит, называя «свиньёй» за отсутствие внимания к своему окружению.
У исследователей нет единого мнения о личности Вара: это может быть юрист Публий Альфен Вар, к которому обращено стихотворение «К Альфену, неверному другу» (№ 30), или поэт Квинтилий Вар. Стихотворение Катулла по авторской позиции и особенностям стиля близко к сатирам Луцилия и Горация.